# Pirene (náyade)

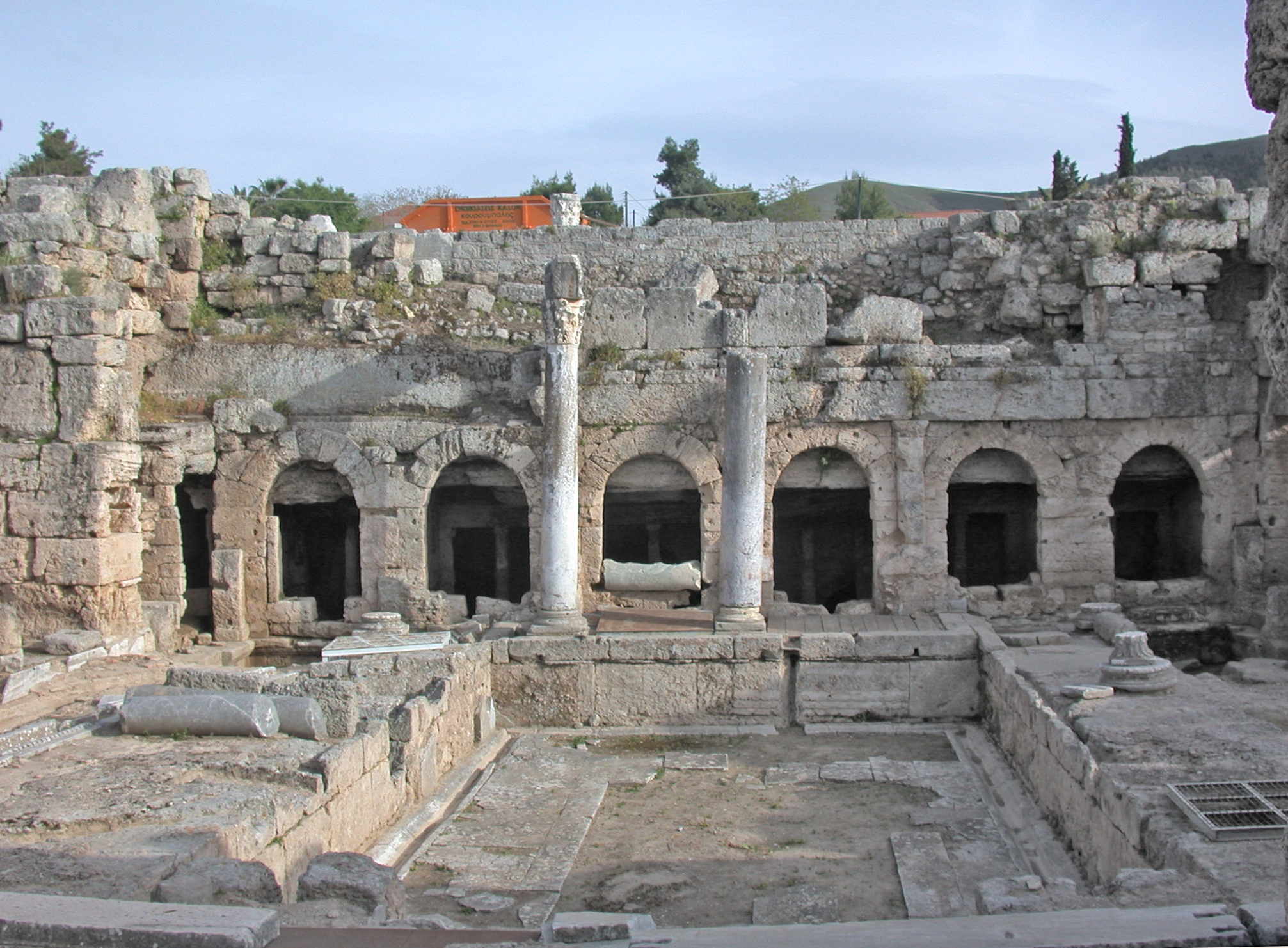
Fuente de Pirene en Corinto.

En la mitología griega Pirene (en griego Πειρήνη, Peiréne, «riendas ígneas» o «sujetado»), era una de las hijas del antiguo río resonante Asopoy de Metope. Otros, en cambio, dicen que era hija del dios fluvial Aqueloo o bien del rey de Laconia Ébalo. Los corintios, ufanándose, dicen que la ciudad de Pirene es la propia Corinto.
Pirene fue amante de Poseidón, de quien tuvo dos hijos, Leques y Cencrias, héroes epónimos de dos puertos de Corinto, Lequeo y Céncreas. Dicen que detrás del ágora de Acrocorinto hay una entrada por la que fluye las corrientes del agua, y que manan de la fuente de Pirene. Sobre esta fuente se cuenta que en sus aguas la propia Pirene se convirtió de ser humano en esa fuente a causa de las lágrimas, a fuerza de llorar por su hijo Cencrias muerto sin querer por Artemisa. Los corintios tenían una imagen de Apolo junto a la Pirene. La fuente de Pirene se consagró a las Musas; dice la leyenda que allí fue donde Belerofonte encontró al caballo Pegaso, que bebía de sus aguas, y lo domesticó después de muchas fatigas con la ayuda de una brida cedida por Atenea.